# تراونیک
تراونیک (Травник) یکی از شهرهای بوسنی و هرزگوین در ۹۰ کیلومتری غرب سارایوو می‌باشد. این شهر مرکز استان بوسنی مرکزی می‌باشد و در منطقه تراونیک قرار دارد. امروزه این شهر به تنهایی دارای ۲۷۰۰۰ نفر ساکن می‌باشد که به همراه ساکنان مناطق تابعه اش در مجموع دارای ۷۰۰۰۰ نفر جمعیت می‌باشد. شهرت این شهر به علت پایتختی حکومت بوسنی در بین سال‌های ۱۶۹۷ تا ۱۸۵۰ می‌باشد و دارای میراث فرهنگی بزرگی به جا مانده از آن دوران است.

## نگارخانه

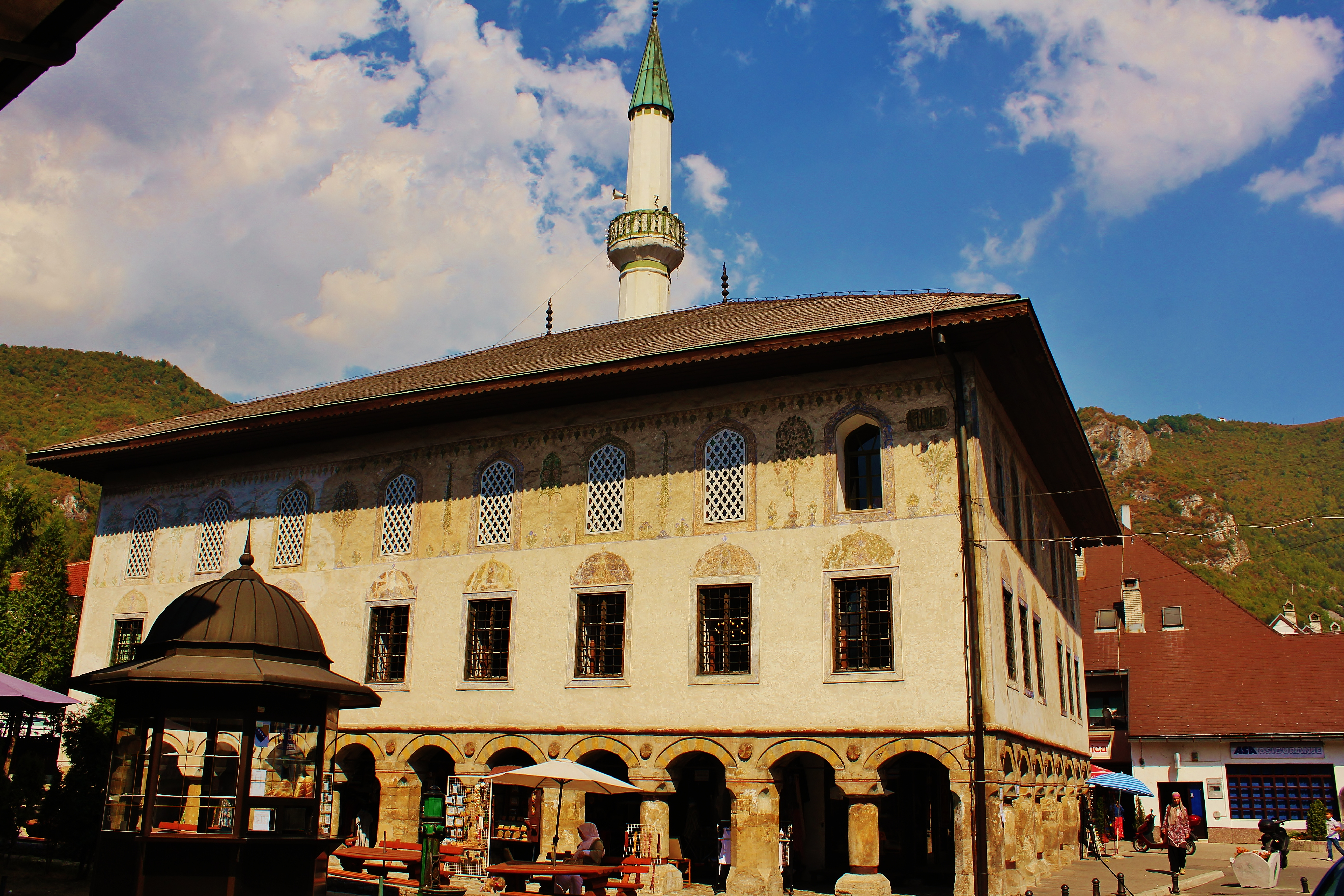
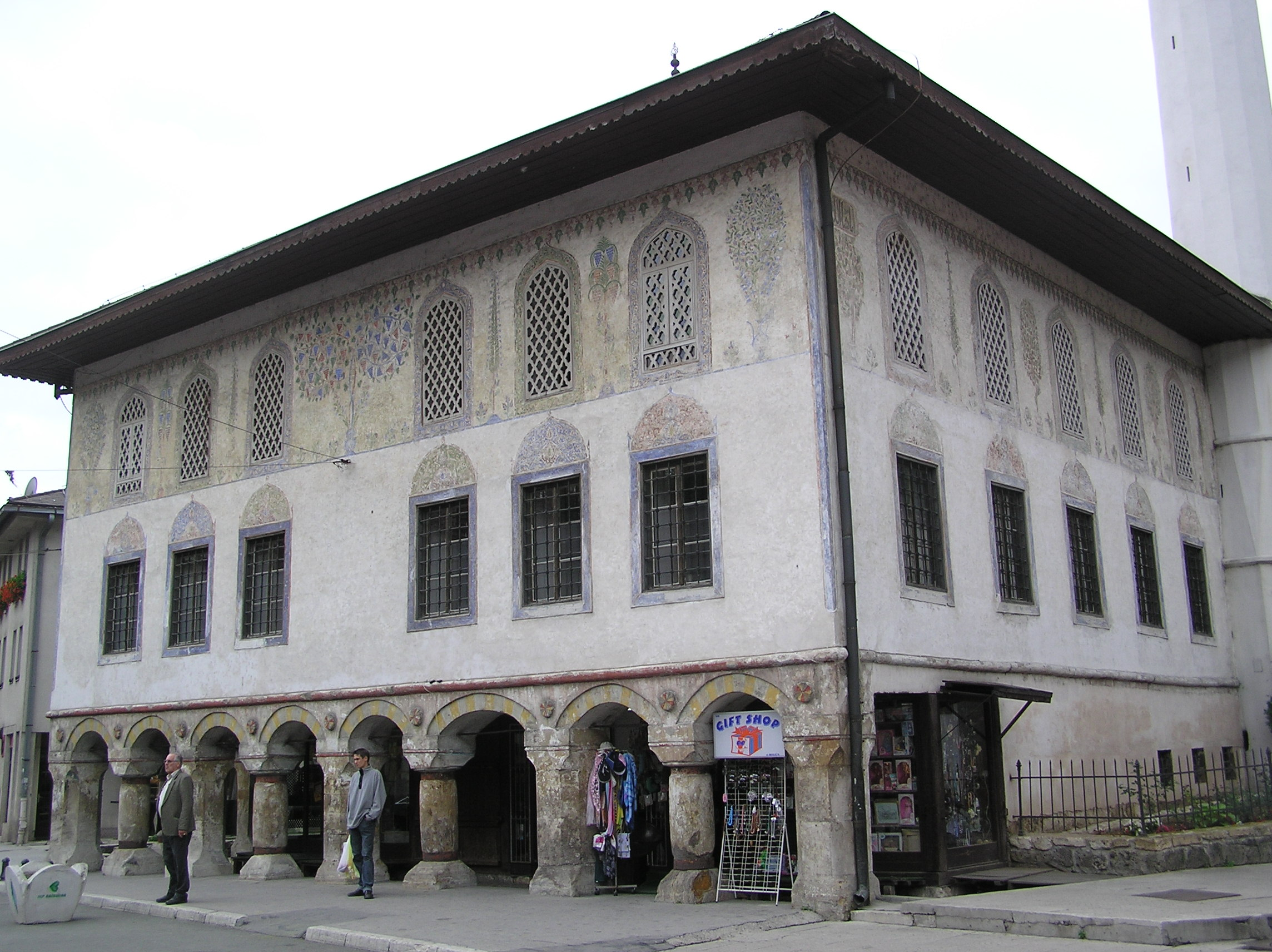
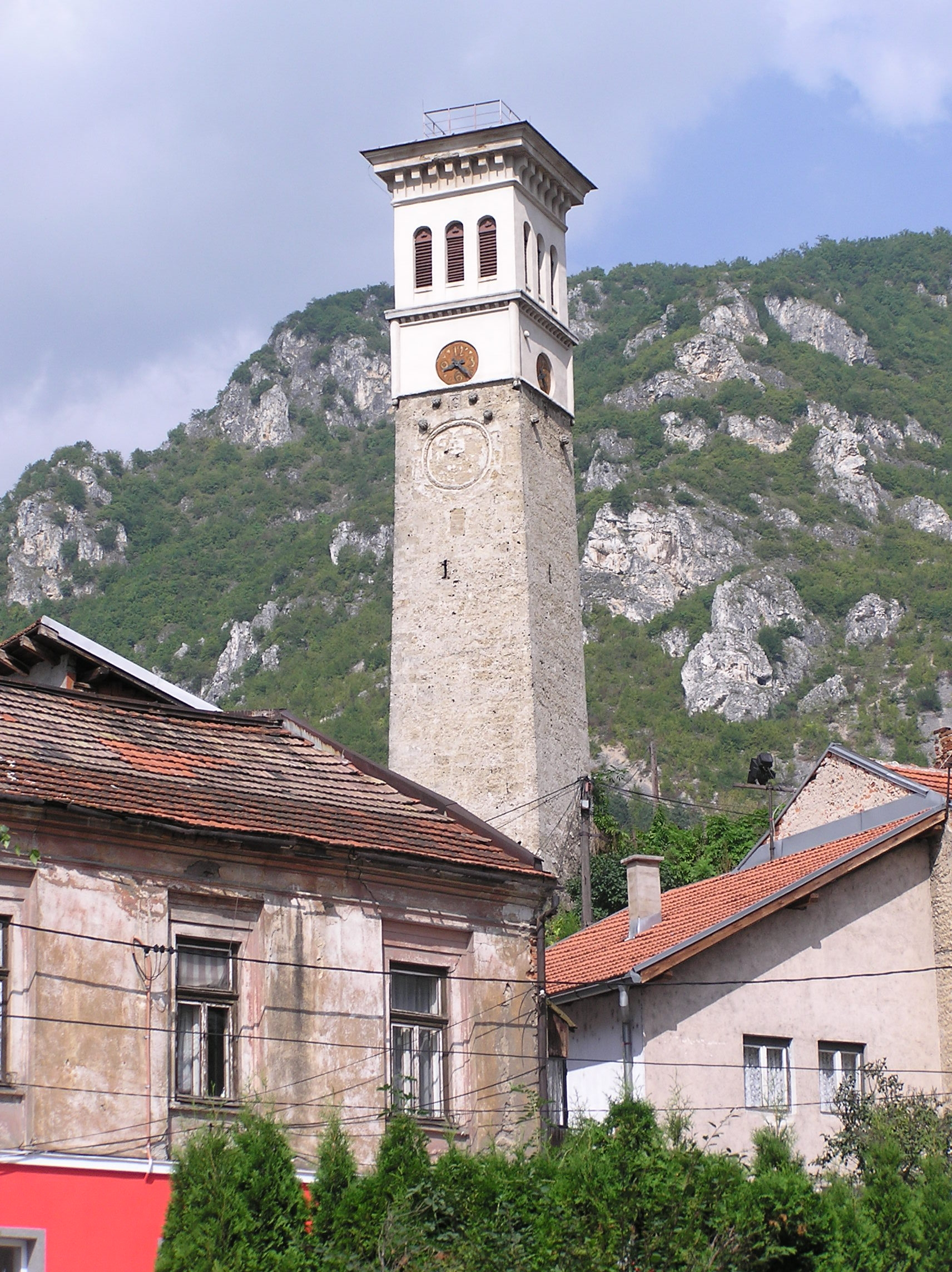
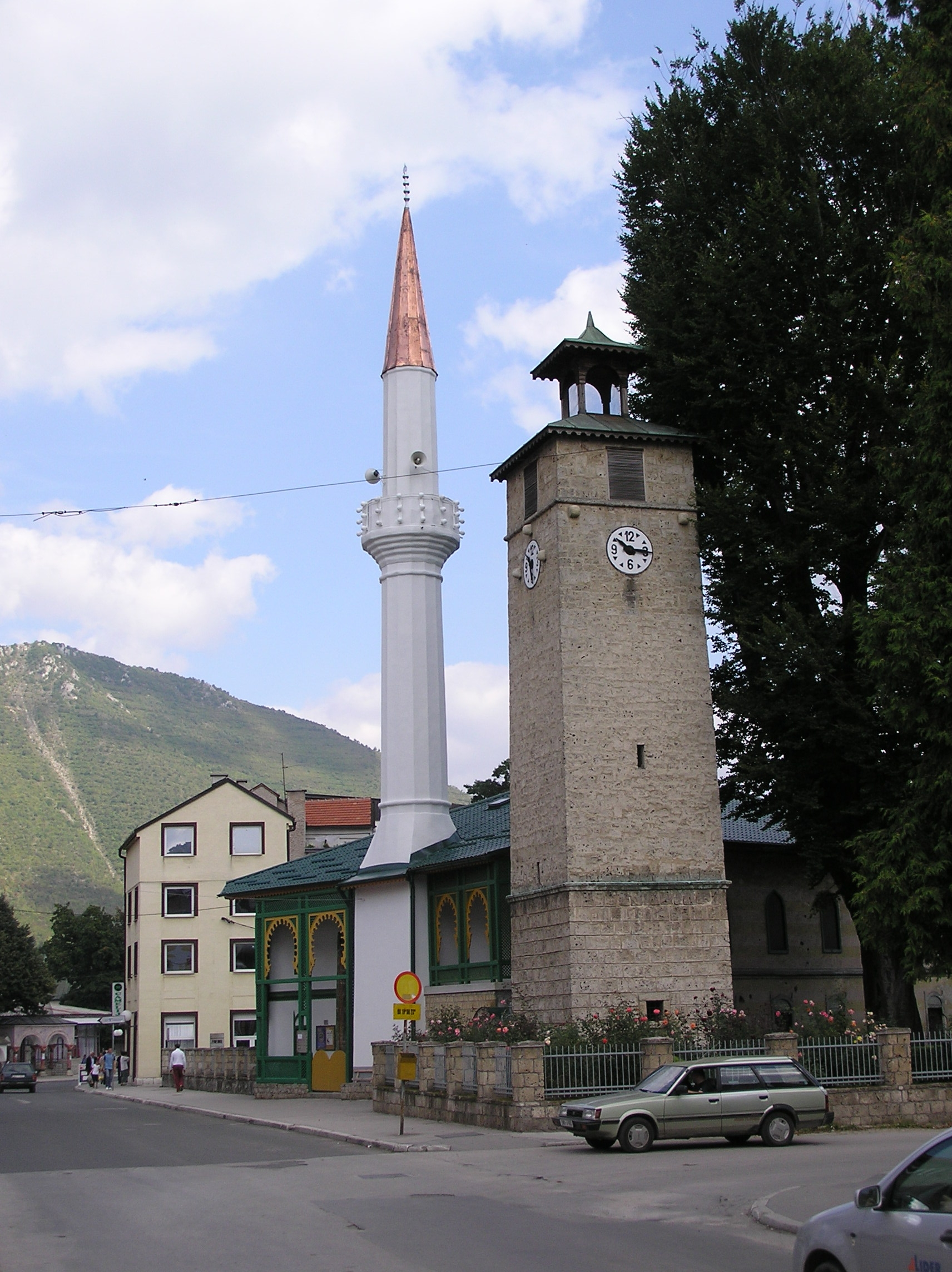

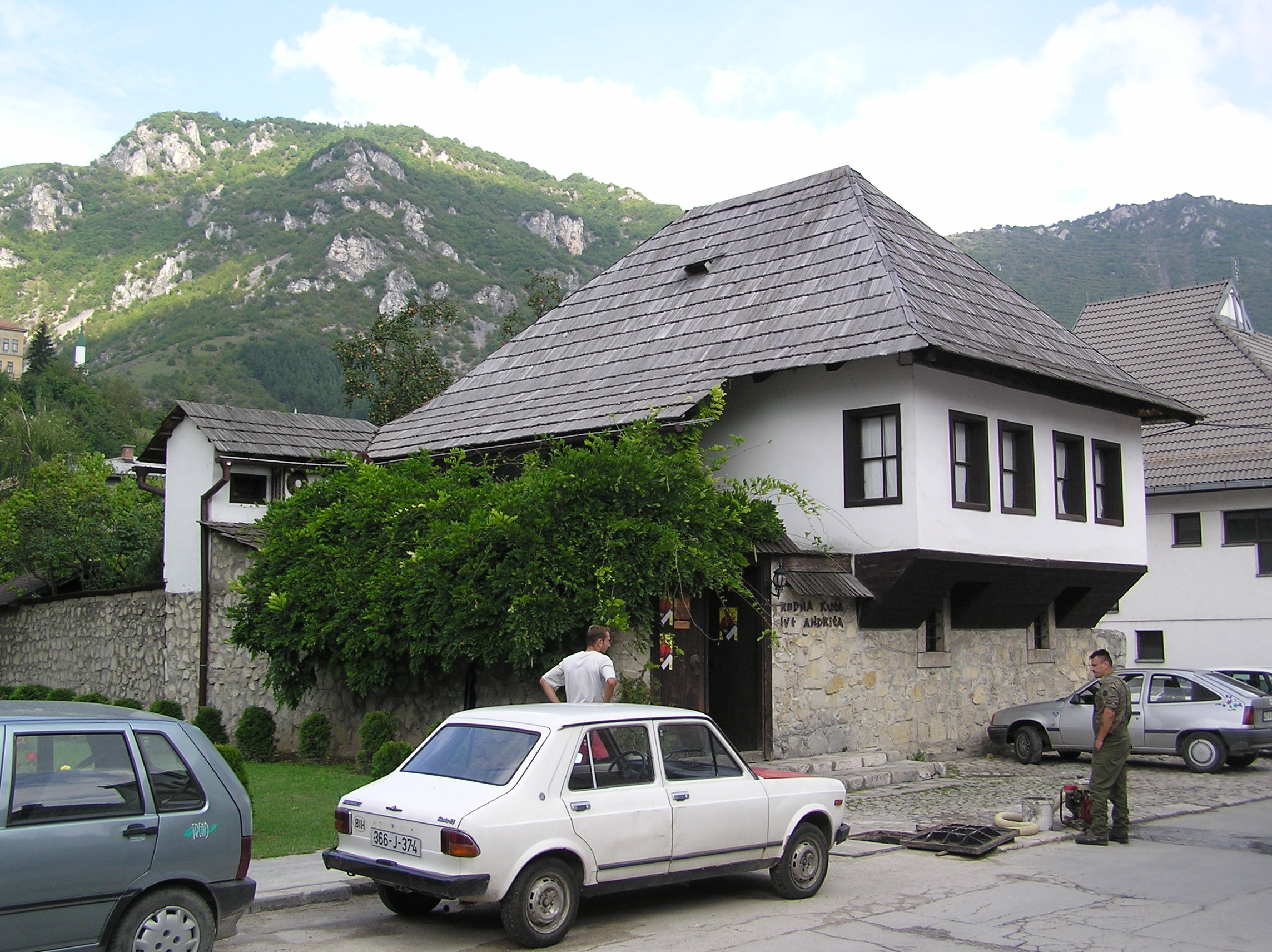
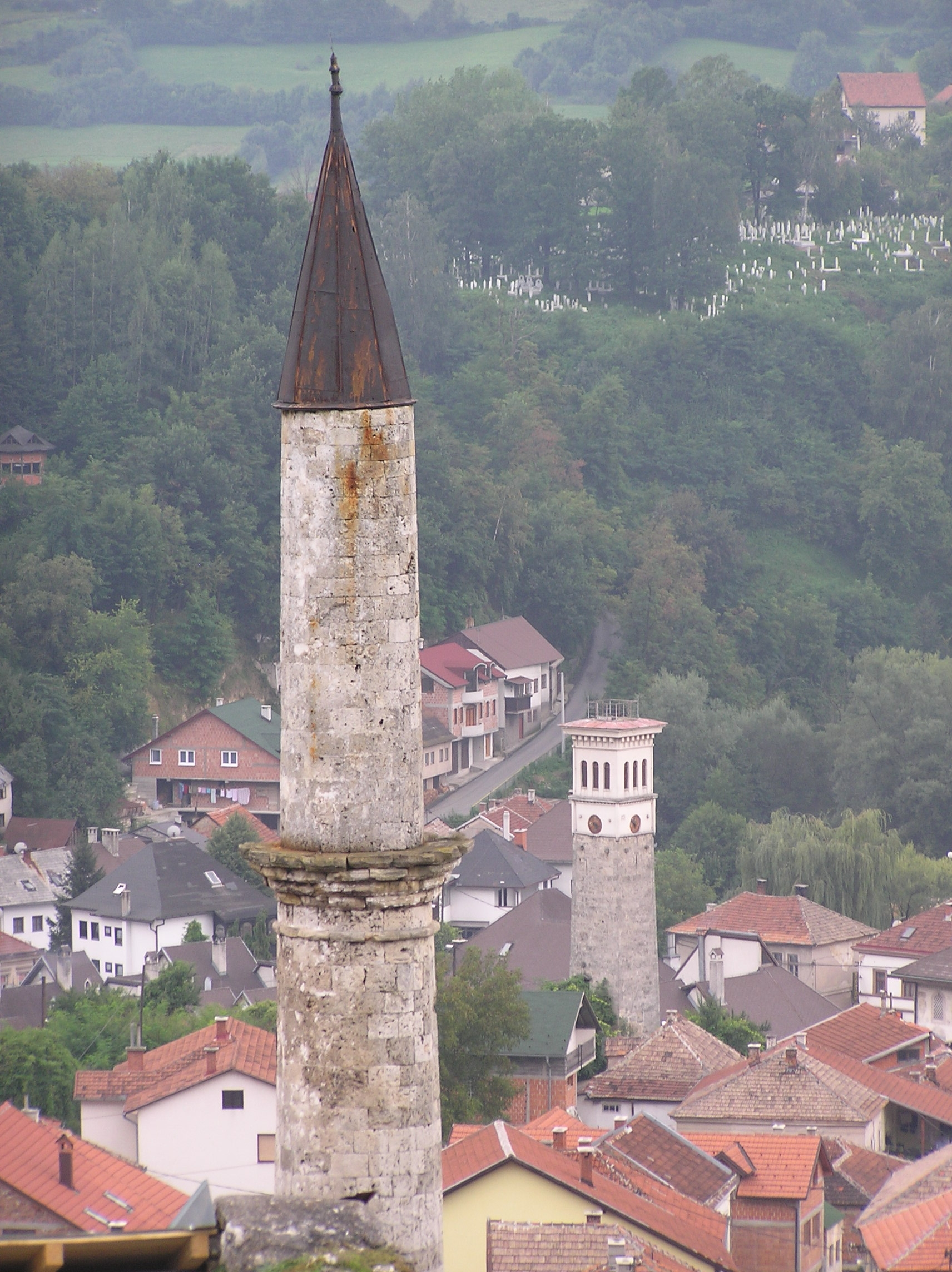
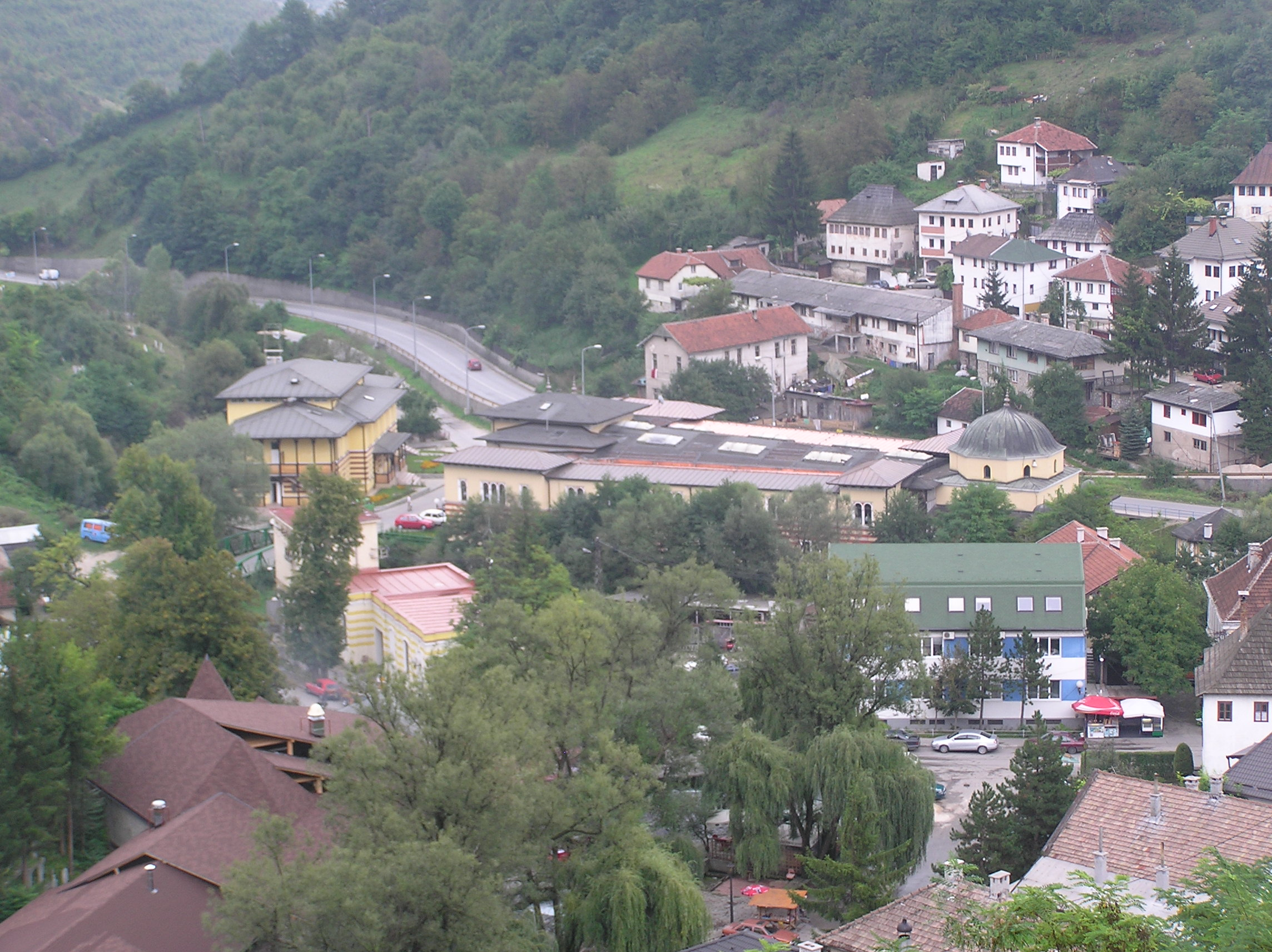
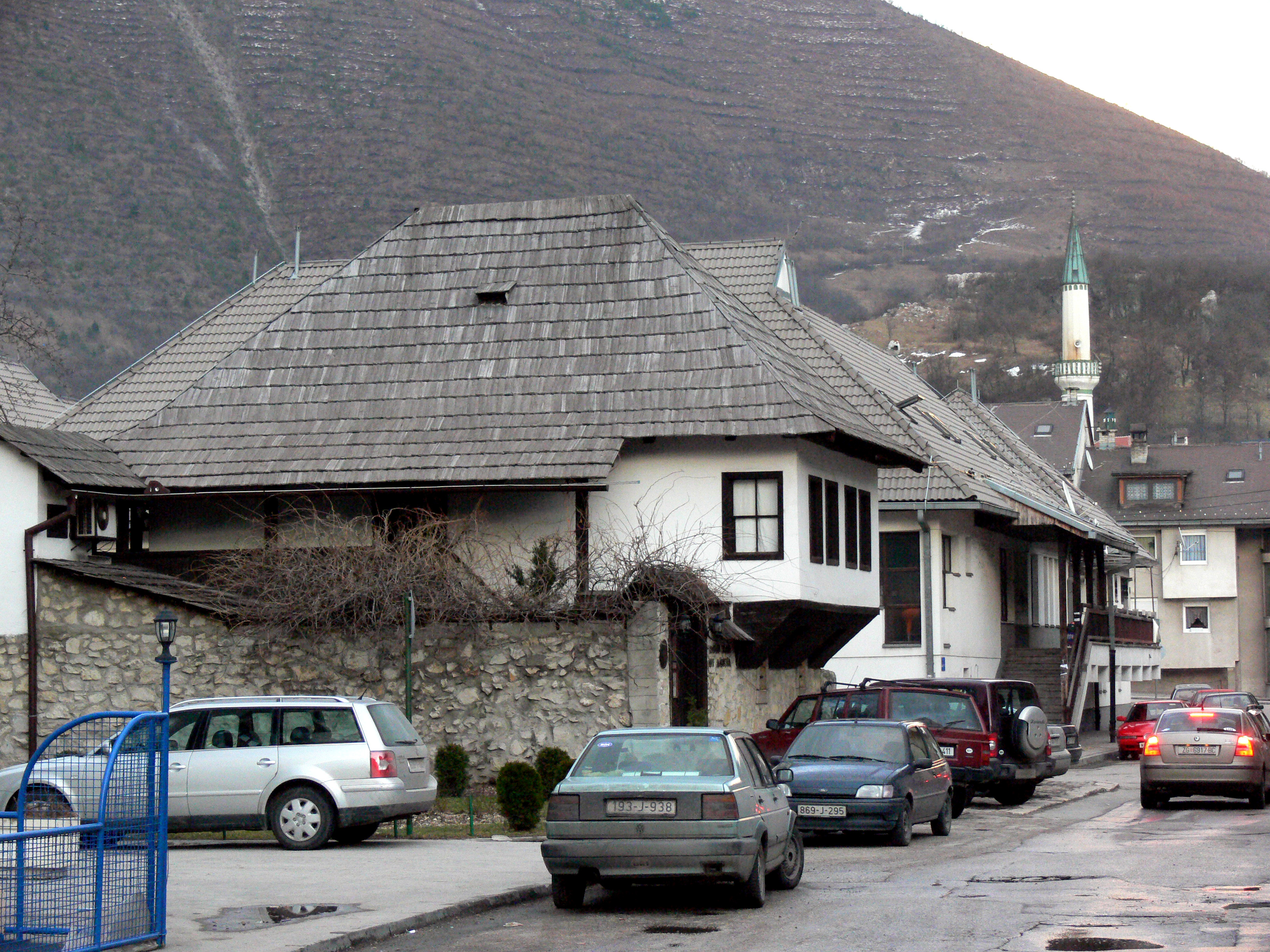

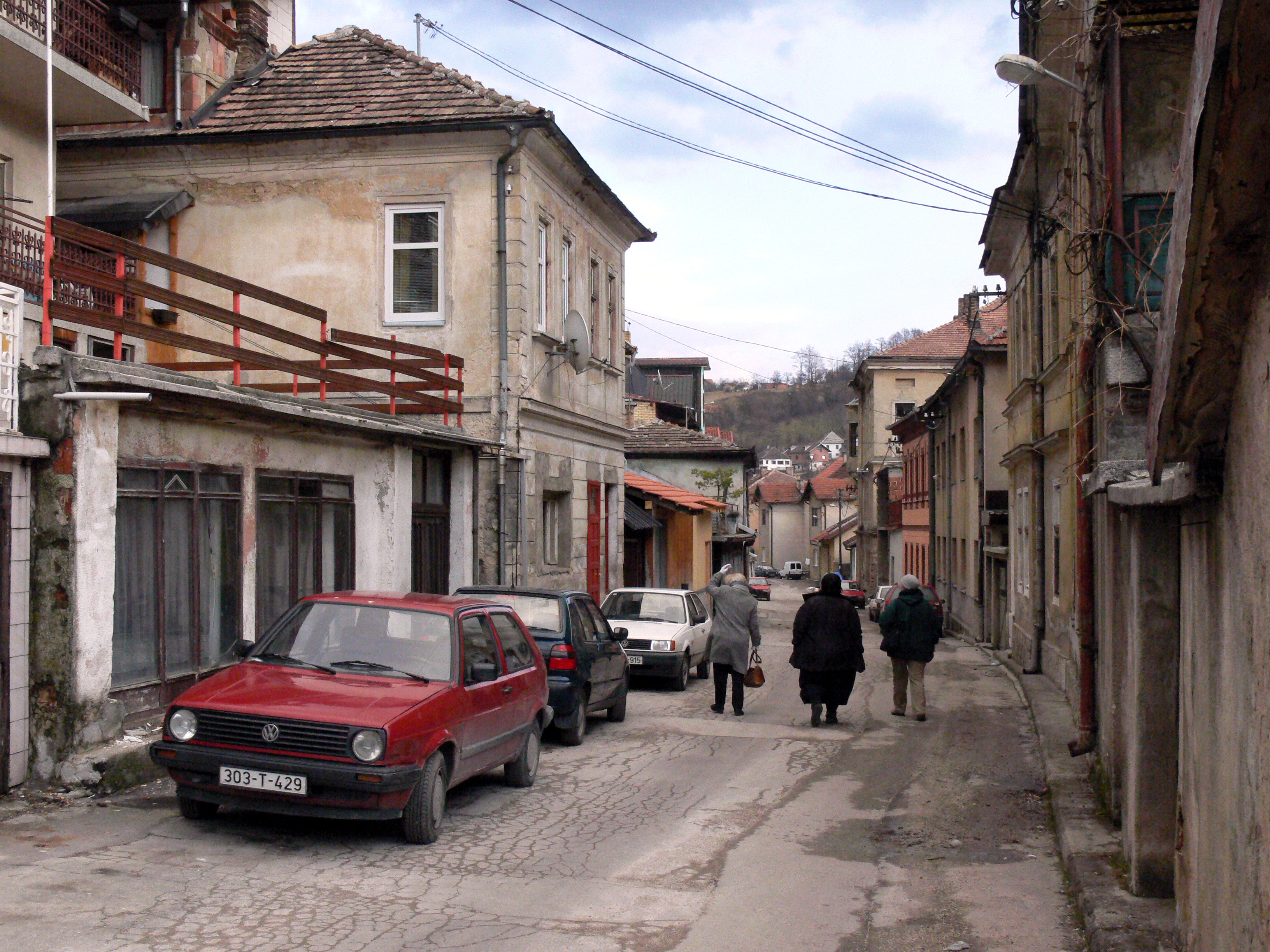
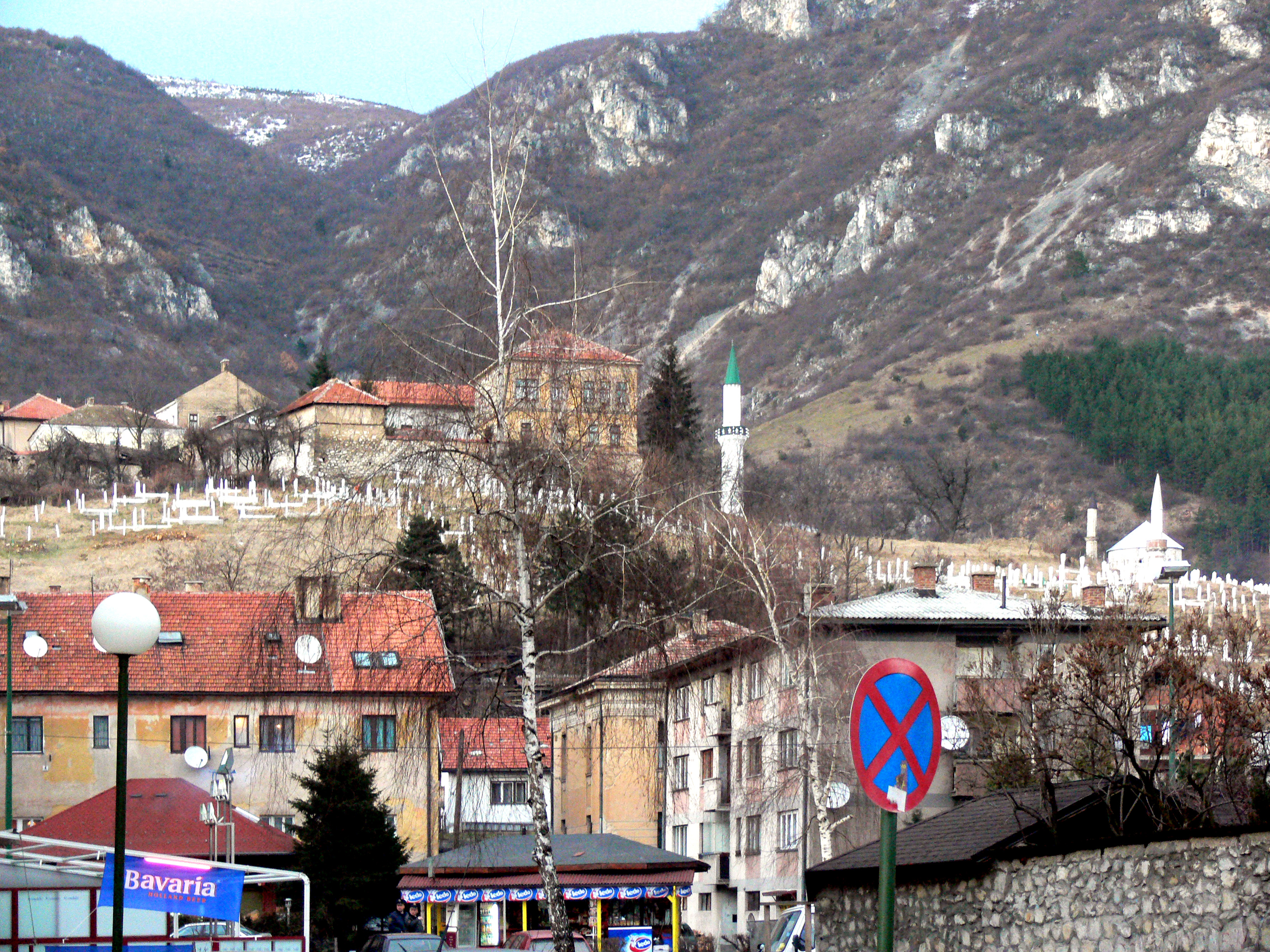
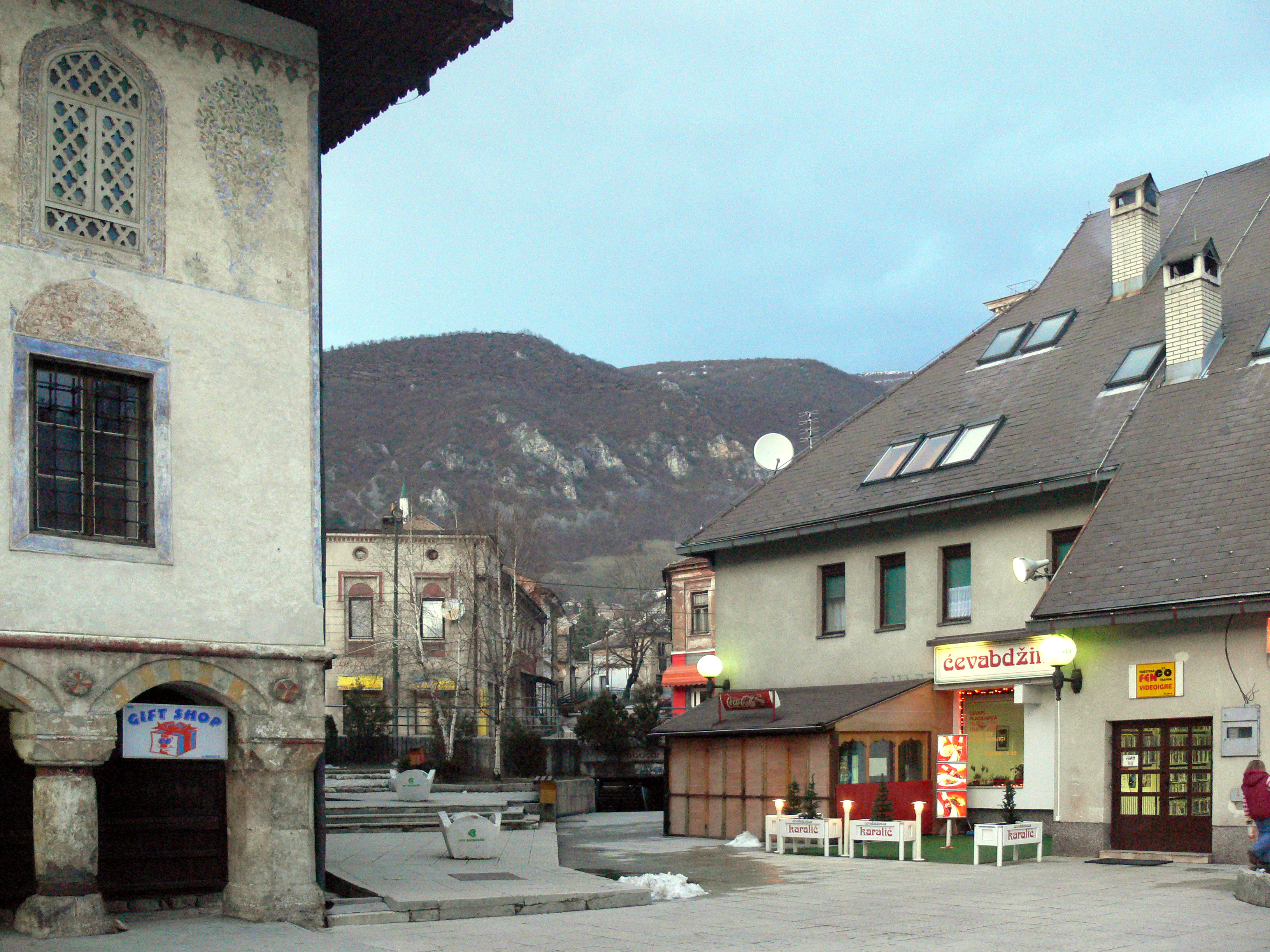
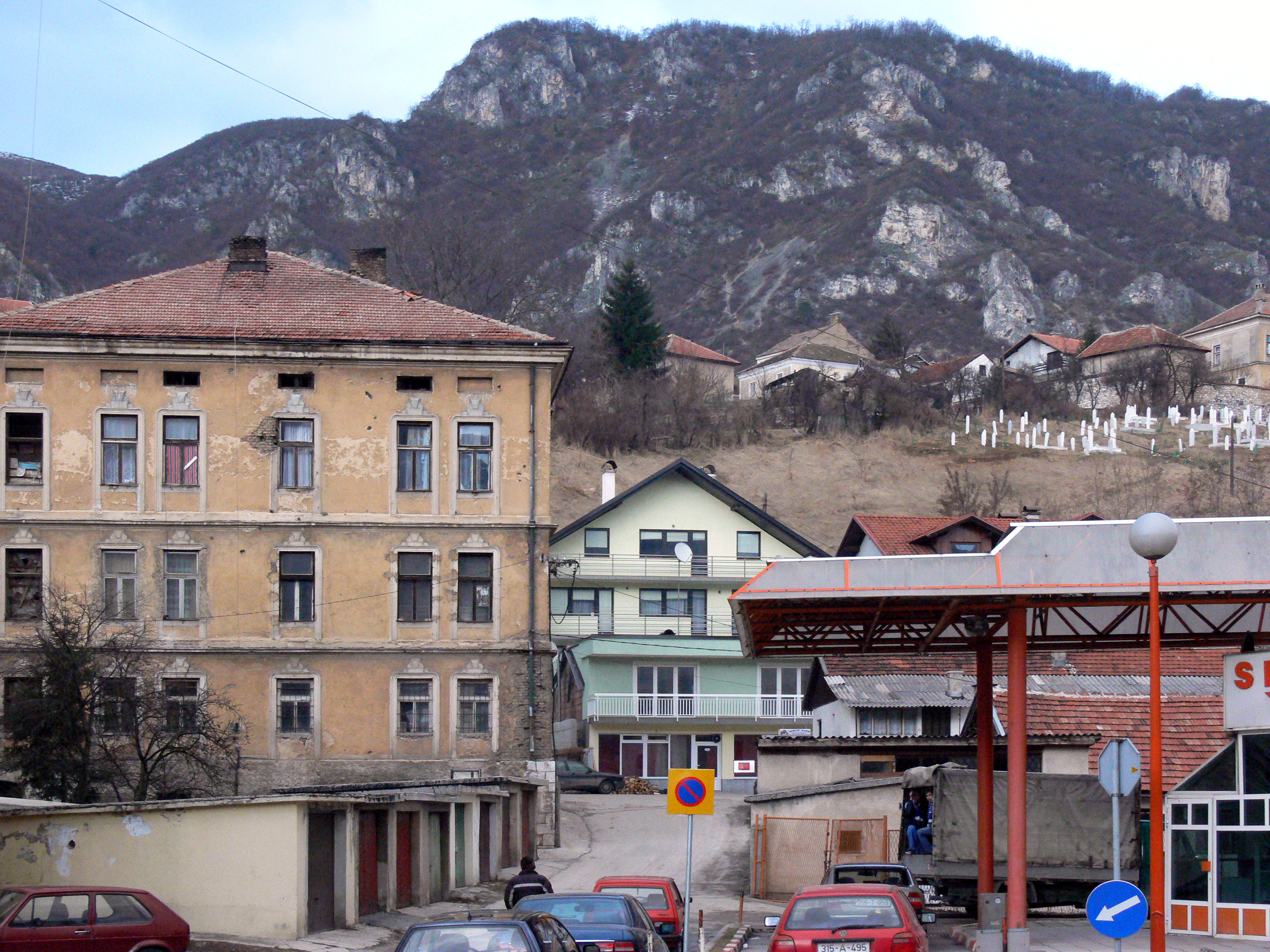

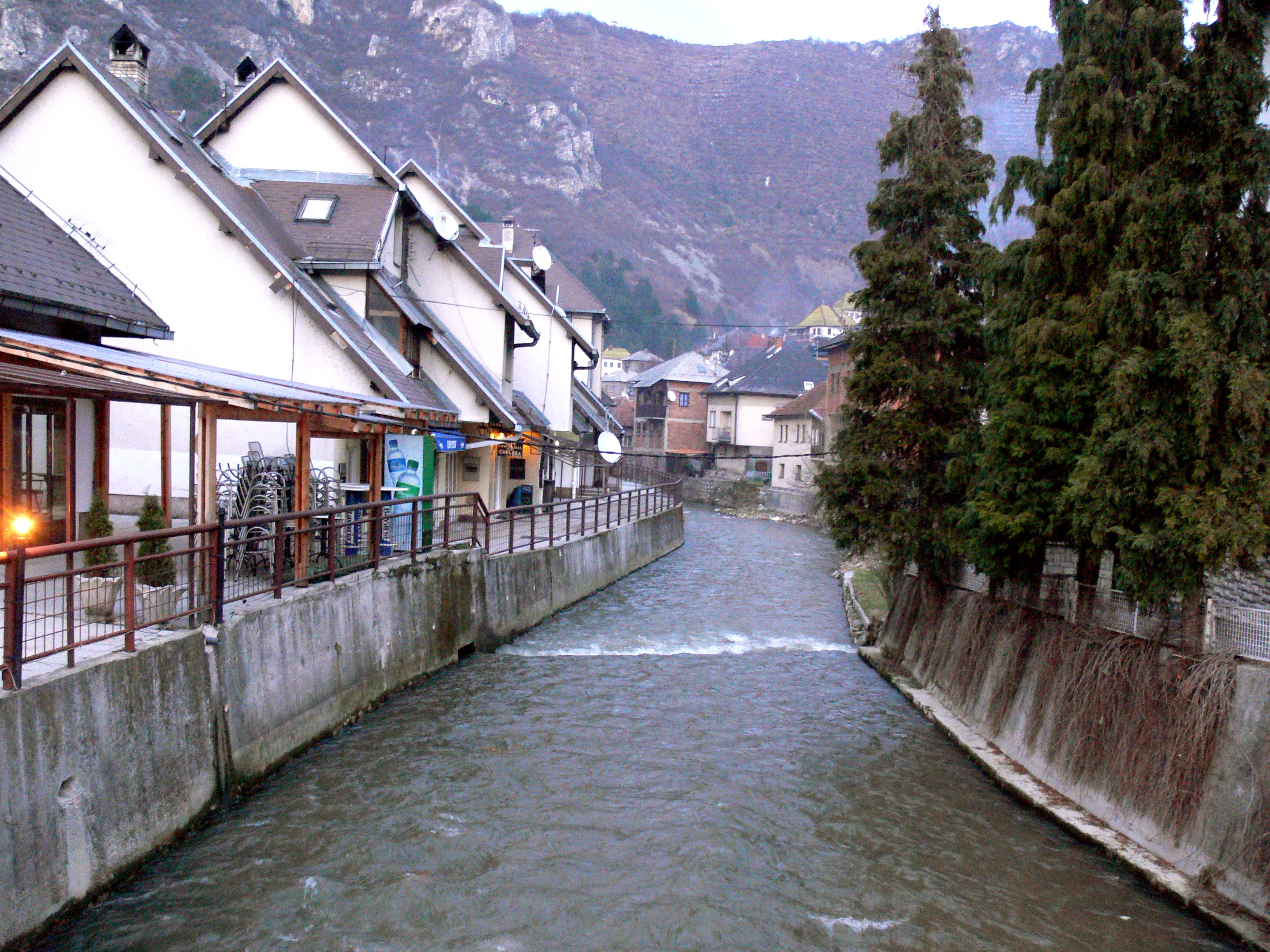
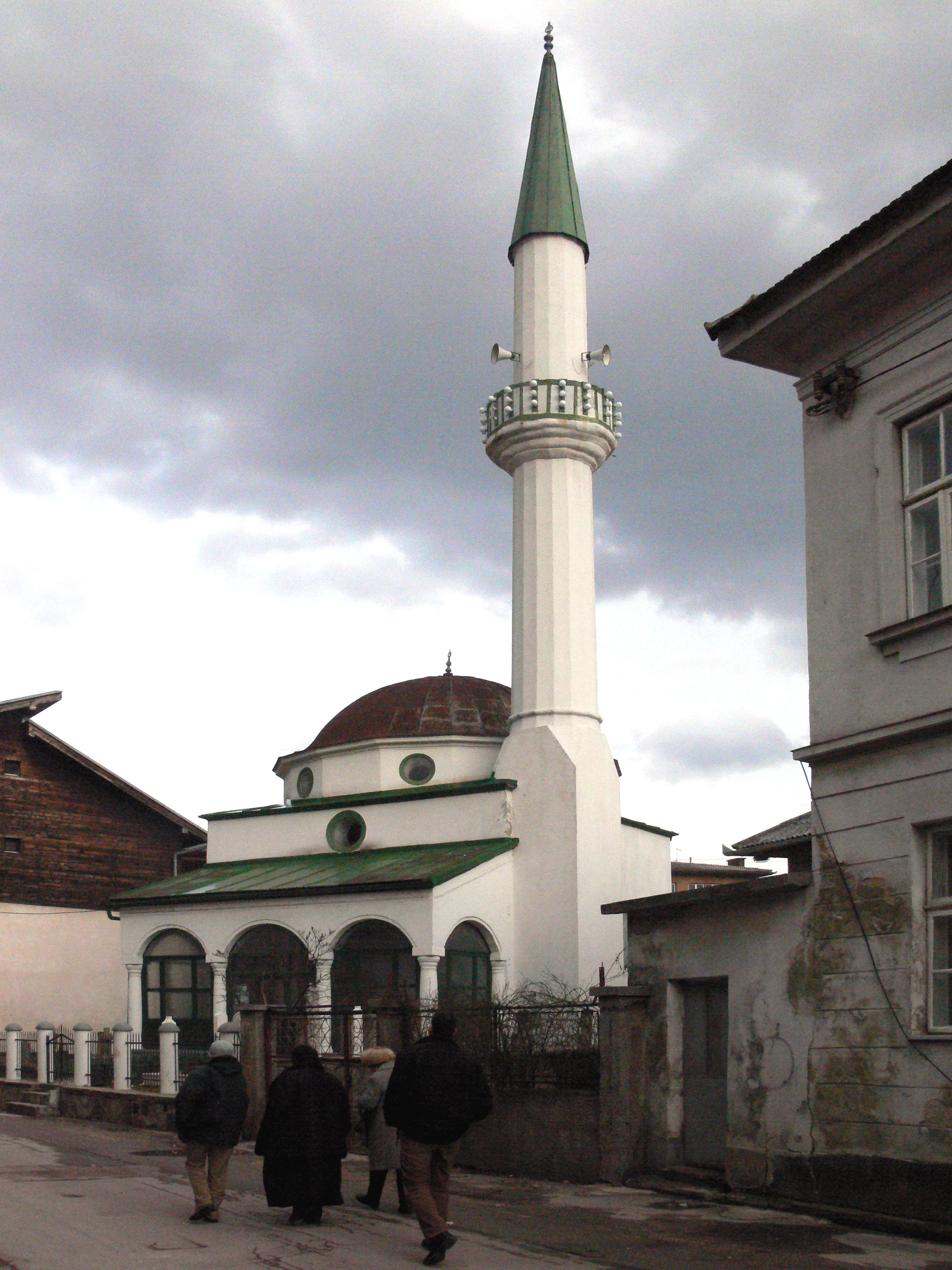
مسجدی در تراونیک
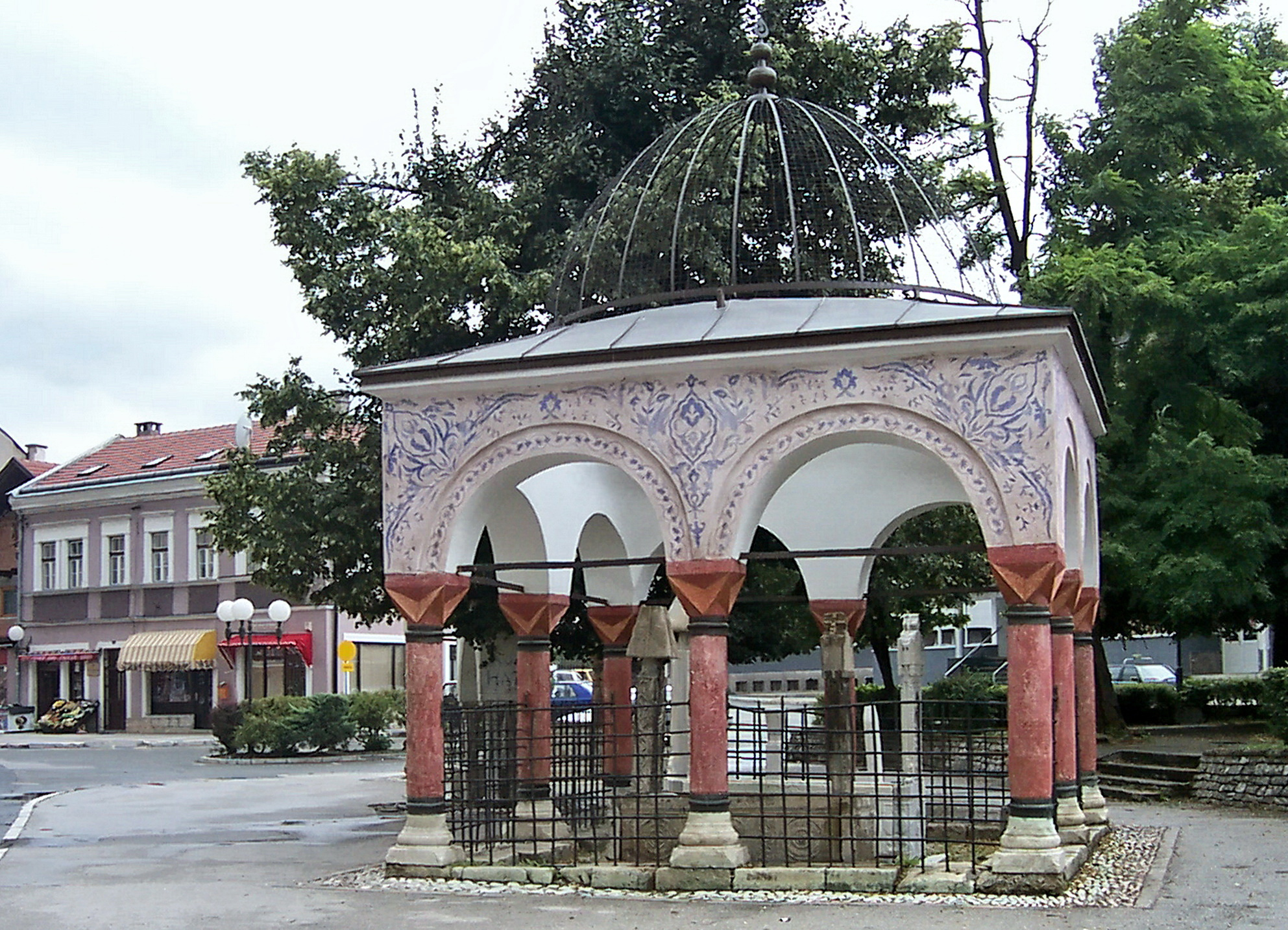
Vizier's grave(turbe) in Travnik
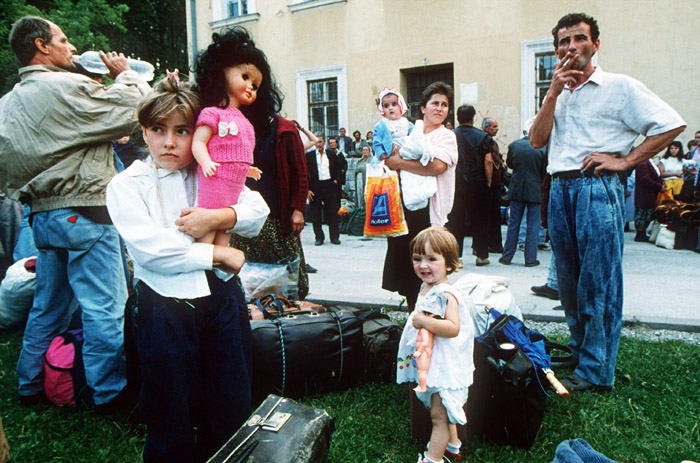
پناهندگان در تراونیک،  ۱۹۹۲-۱۹۹۳.